# Attaque par mot probable
L'attaque par mot probable est une technique de cryptanalyse qui consiste à supposer l'existence d'un mot probable dans le message chiffré. Il est donc possible d'en déduire la clé du message si le mot choisi est correct. Ce type d'attaque a été mené contre la machine Enigma durant la Seconde Guerre mondiale.

## Évocation dans la littérature
- Dans son roman Le Nom de la rose, Umberto Eco montre Guillaume de Baskerville réaliser la cryptanalyse d'un message par la méthode du mot probable[1]:

« On peut cependant formuler des hypothèses sur les mots qui pourraient être les premiers du message, et ensuite voir si la règle qu'on en infère vaut pour tout le reste de l'écrit. Par exemple ici Venantius a certainement noté la clef pour pénétrer dans le finis Africae. Si j'essaie de penser que le message parle de cela, voilà qu'à l'improviste un rythme m'éclaire… Essaie de regarder les trois premiers mots, ne tiens pas compte des lettres, considère seulement le nombre de signes… IIIIIIII IIIII IIIIIII… Maintenant essaie de les diviser en syllabes d'au moins deux signes chacune, et récite à voix haute : ta-ta-ta, ta-ta, ta-ta-ta… […] Secretus finis Africae… Mais s'il en allait ainsi, le dernier mot devrait avoir la première et la sixième lettre égales, et de fait c'est ainsi, voilà deux fois le symbole de la Terre. Et la première lettre du premier mot, le S, devrait être identique à la dernière ligne du second : et de fait voilà répété le signe de la Vierge. C'est peut-être la bonne voie. »